# 公辺内分
公辺内分（こうへんないぶん）は、近世武家社会において、幕府や主家などの公儀に対して報告義務がある事象が発生したのに届出を行わなかったり、事実と異なる届出や申請を行い、内密に処理を行ったことをいう。当主や跡継ぎの生死など、家の相続に関わる事柄で多くみられた。また、内密のまま処理が完了することを公辺無事といった。

## 公辺内分の実態
完全に秘密裡に行われた例もあれば、公儀が疑念を抱きながらも黙認した例、世間周知の事実に反する虚偽の届出であったにもかかわらず承認された例、さらには届出を受け付ける公儀から虚偽の届出を行うよう示唆された例など、その実態は様々であった。
公儀に対し何らかの手続きを行う場合には、親族、一門や同僚、上司などが証人もしくは保証人として手続きに関与する必要があった。公辺内分の手続きで虚偽が表沙汰となってしまうと、連座制が適用され、彼ら証人や保証人は処罰の対象となった。また、手続きに全く関与しなかった場合でも監督責任を問われ、処罰される可能性があった。このように、誰もが公辺内分と無関係ではいられなかったため、互いにかばいあい、事が表沙汰になることを極力回避していた。

## 公辺内分の実例
- 安政7年3月3日（1860年3月24日）に発生した桜田門外の変では、大老井伊直弼が駕籠からひきずり出されて衆人環視の状況で首を討たれ即死したため、直弼が死亡した事実は江戸中に知れ渡った。しかし彦根藩井伊家は、「直弼は生存しており現在療養中である」旨の届出を行い、幕府はそれを受理した。その後、直弼名義で家督相続に関する手続きを行い、それが受理されたのち実際の死亡日より遅らせた蔓延元年閏3月28日（1860年5月18日）を死亡日とした死亡届が提出され、幕府はまたこれを受理した。
- 『幕末百話』「袖の下時代御数寄屋坊主」の「殿様替玉」の節では、当主死亡後に当主名義で行われた末期養子での判元見届の手続きが語られている。

## 関連書籍
- 大森映子『お家相続―大名家の苦闘』角川選書
- 篠田鉱造『幕末百話』岩波文庫